# 一月寺
一月寺（いちがつじ）は、千葉県松戸市小金にある日蓮正宗の寺院。山号は金龍山（きんりゅうさん）。

## 歴史

### 普化宗寺院として創建
元々「一月寺（いちげつじ）」は、武蔵野国新町（現・東京都青梅市新町一丁目）の鈴法寺（廃寺、現在の鈴法寺公園）と共に普化宗の触頭として関東総本山という地位にあった。伝承では正嘉年間（1257年 – 1259年）に金先古山禅師によって創建されたと伝わる。徳川幕府の庇護もあり、隆盛を極めた。
『虚無僧略縁記』（年代不明・星咬輝蔵）には以下のような記載がある。
「宗旨を元祖とたて普化禅宗と申、然るに其弟子虚無僧金山金松覚て常に、どうしやうと言う、竹壱尺八寸（原註歩）穴の数12ある笛を吹、是尺八の初也、元祖有時船遊びしたまえば俄に霧ぶり四方かすみ、船頭是を悲めば普化和尚彼宙を取て観音経を祈させたまへぱ、霧はるゝと言う。真後八百年以前に日本の元祖法灯国師和尚比伊奈と云俗弟子を連れて入唐したまい、普化和尚に尊拝す。比伊奈は金山金松の笛を伝授し、後和尚を伴ぴ日本に帰り、比伊奈居士は諸国行脚を志し下総国にて清浄の地を求め小金といぶ所に金龍山一月寺と申寺を建立す(後略)」

### 廃寺
明治時代初期、政府の方針により、幕府と縁の深い普化宗は宗派もろとも解体された。以降僧侶は僧侶資格を失い、近くの臨済宗寺院「万満寺」の助力を得ながら在家の信者が管理する形となった。

### 日蓮正宗寺院として再興
昭和30年代（1955年 – 1964年）、妙縁寺総代（後に法華講連合会第二代委員長）であった佐藤悦三郎の仲立ちにより、日蓮正宗に改宗、「いちがつじ」と読みを変更して現在に至る。

## 旧寺宝等
普化宗時代の寺宝は松戸市に寄贈されており、現在松戸市立博物館などで見ることが出来る。また歴代の供養塔は万満寺にある。

## 所在地
- 千葉県松戸市小金242

## 寺院周辺
- 関さんの森 – 幸谷
- 東漸寺 – 小金。浄土宗。[3]
- 光明寺 – 二ツ木。真言宗豊山派。蘇羽鷹神社の別当寺。[4]
- 茂侶神社 – 小金原五丁目
- 八坂神社 – 小金町字西444

## 交通アクセス
バス
* 京成バス小金下町バス停から徒歩で約1分 （経路案内）
鉄道
* JR常磐線北小金駅南口から徒歩で約11分 （経路案内）